# 플래시 파일 시스템
플래시 파일 시스템(Flash file system)은 플래시 메모리 기반 저장 장치에 파일을 저장하도록 설계된 파일 시스템이다. 플래시 파일 시스템은 일반적으로 파일 시스템과 밀접하게 관련되어 있지만 플래시 메모리의 특성과 특성(예: 쓰기 증폭 방지)에 최적화되어 있으며 특정 운영 체제에서 사용된다.

## 개요
블록 장치 계층은 플래시 기반 저장 장치에서 범용 파일 시스템을 사용할 수 있도록 디스크 드라이브를 에뮬레이트할 수 있지만 이는 다음과 같은 여러 가지 이유로 최적이 아니다.
- 블록 지우기: 플래시 메모리 블록에 쓰기 전에 명시적으로 지워야 한다. 블록을 지우는 데 걸리는 시간이 상당할 수 있으므로 장치가 유휴 상태인 동안 사용되지 않는 블록을 지우는 것이 좋다.
- 임의 접근: 범용 파일 시스템은 검색 비용이 높기 때문에 가능할 때마다 디스크 검색을 방지하도록 최적화되어 있다. 플래시 메모리 장치는 탐색 대기 시간을 부과하지 않는다.
- 웨어 레벨링: 단일 블록을 반복적으로 덮어쓰면 플래시 메모리 장치가 마모되는 경향이 있다. 플래시 파일 시스템은 쓰기를 균등하게 분산시키도록 설계되었다.

## 같이 보기
- 파일 시스템 목록
- 웨어 레벨링
- 쓰기 증폭